# Эвженти
Эвженти (груз. ევჟენტი) — село в Грузии, на территории Тианетского муниципалитета края (мхаре) Мцхета-Мтианети.

## География
Село находится в северо-восточной части Грузии, к западу от Сионского водохранилища, на расстоянии приблизительно 7 километров (по прямой) к юго-западу от посёлка городского типа Тианети, административного центра муниципалитета. Абсолютная высота — 1198 метров над уровнем моря.

## Население
По результатам официальной переписи населения 2014 года в Эвженти проживало 25 человек (14 мужчин и 11 женщин). В национальной структуре населения грузины составляли 100 %.
| Год  | Население, человек |
| ---- | ------------------ |
| 2002 | 64                 |
| 2014 | ↘ 25               |